# Acquire
Acquire er et brætspil, som er designet af Sid Sackson, og som første gang blev udgivet af 3M i 1962. I de fleste udgaver af spillet gælder det om at investere i hotelkæder, men i den seneste, som Hasbro har udgivet, bruger man uspecificerede selskaber – uden at have ændret på, hvordan spillet fungerer.